# Campeonato Europeo de Curling Femenino de 2008
El XXXIV Campeonato Europeo de Curling Femenino se celebró en Örnsköldsvik (Suecia) entre el 6 y el 13 de diciembre de 2008 bajo la organización de la Federación Mundial de Curling (WCF) y la Federación Sueca de Curling.
Las competiciones se realizaron en la Swedbank Arena de la ciudad sueca.

## Tabla de posiciones
| Pos | Equipo          | G | P | G–P |
| --- | --------------- | - | - | --- |
| 1   | Suiza           | 7 | 2 | 1–0 |
| 2   | Suecia          | 7 | 2 | 0–1 |
| 3   | Dinamarca       | 6 | 3 | 1–0 |
| 4   | Alemania        | 6 | 3 | 0–1 |
| 5   | Italia          | 5 | 4 | 1–0 |
| 6   | Escocia         | 5 | 4 | 0–1 |
| 7   | Rusia           | 4 | 5 | –   |
| 8   | Inglaterra      | 2 | 7 | 1–0 |
| 9   | Países Bajos    | 2 | 7 | 0–1 |
| 10  | República Checa | 1 | 8 | –   |

## Cuadro final
|  | Clasif. a semifinal | Clasif. a semifinal | Clasif. a semifinal |  |  | Semifinal | Semifinal |  |        | Final | Final |
|  |                     |                     |                     |  |  |           |           |  |        |       |       |
|  | 1                   | Suiza               | 8                   |  |  |           |           |  |        |       |       |
|  | 2                   | Suecia              | 4                   |  |  |           |           |  |        | Suiza | 5     |
|  |                     |                     |                     |  |  | Suecia    | 8         |  | Suecia | 4     |       |
|  |                     | Dinamarca           | 7                   |  |  |           |           |  |        |       |       |
|  | 3                   | Dinamarca           | 8                   |  |  |           |           |  |        |       |       |
|  | 4                   | Alemania            | 7                   |  |  |           |           |  |        |       |       |

## Medallistas
| Evento | Oro                                                                                 | Plata                                                                                | Bronce                                                                             |
| ------ | ----------------------------------------------------------------------------------- | ------------------------------------------------------------------------------------ | ---------------------------------------------------------------------------------- |
| Equipo | Suiza · Mirjam Ott · Carmen Schäfer · Valeria Spälty · Janine Greiner · Carmen Küng | Suecia · Anette Norberg · Eva Lund · Cathrine Lindahl · Anna Svärd · Kajsa Bergström | Dinamarca Madeleine Dupont Denise Dupont Angelina Jensen Camilla Jensen Ane Hansen |